# Märta Laurent
Anna Märta Laurent (egentligen Aalto), född 8 januari 1920 i Helsingfors, död 21 augusti 2011 i Helsingfors, var en finlandssvensk skådespelerska, moder till diplomaten Alec Aalto.

## Biografi
Som 15-åring kom Märta Laurent till Svenska Teaterns elevskola och engagerades vid teatern 1937. Tack vare sin musikaliska talang i egenskap av pianist kunde Laurent medverka  i operetter och musikaler. Hon var en av teaterns mest älskade skådespelare med en kapacitet som omspände en vid skala av roller.
Under 1950-talet medverkade Laurent i pjäser av Shakespeare, men hennes stora roller var som Laura i August Strindbergs Dödsdansen, Linda i En handelsresandes död och Mary Tyrone i Eugene O'Neills Lång dags färd mot natt, som av kritikerna betecknades som "en av de märkligaste tolkningarna på Svenska Teatern." Andra framgångar var som Martha i Edward Albees Vem är rädd för Virginia Woolf?, Anna i Tigerlek och Loviisa i Kvinnorna på Niskavuori.
För övrigt gjorde Laurent gästroller på Lilla Teatern, Åbo Svenska Teater och Wasa Teater. 
1942 tilldelades hon Gösta Ekman-priset och 1966 Pro Finlandia-medaljen.